# Вин-Чун (фильм)
«Вин-Чун» (иер. трад. 詠春, упр. 咏春, кант.-рус.: Вин Чхёнь, англ. Wing Chun) — приключенческий фильм Юнь Вопхина, экранизация одной из легенд о возникновении техники единоборства стиля «Вин-Чун».

## Сюжет
Им Винчхёнь − девушка, управляющая семейным магазином тофу в горном посёлке совместно со своим отцом, сестрой и тёткой. После того, как местные хулиганы пытались насильно выдать её замуж, когда она была юной, Винчхёнь тренировалась, чтобы стать талантливым мастером кунг-фу и отбиваться от плохих мужчин, жаждущих её красоты, но новое мастерство в конечном итоге стало отпугивать всех женихов девушки, к огорчению её отца. Она единственный житель деревни, способный противостоять разбойникам с гор, возглавляемыми двумя братьями − Летающим Шимпанзе и Летающей Обезьяной. Однажды в посёлок приплывает молодая вдова по имени Краса, которая привлекает внимание Летающей Обезьяны. Винчхёнь спасает незадачливую вдову и даёт ей работу в своём магазине, чем вызывает неприязнь бандита.
Тем временем возлюбленный детства Винчхёнь по имени Поктхоу, ранее уехавший изучать боевые искусства для защиты своей девушки от бандитов, после долгих лет тренировок возвращается в посёлок, чтобы потребовать её руки и сердца. Сначала он принимает Красу, очарованную незнакомцем, за Винчхёнь и разочаровывается тем, что его «невеста» теперь кокетливая продавщица, а настоящую мужественно одетую Винчхёнь парень считает ухажёром-соперником. Винчхёнь хранит молчание по поводу недоразумения из-за опасений, что Поктхоу не примет её нынешний неженственный образ воина.
Позже Винчхёнь травмирует Летающую Обезьяну в ночной дуэли, поразив бандита огненным шаром и сделав его навсегда импотентом. Этот инцидент вызывает любопытство у Летающего Шимпанзе, который отправляется отомстить за брата. Впечатлённый боевыми навыками Винчхёнь, он похищает Красу, чтобы заманить воительницу и её жениха в свою горную крепость ради схватки. Затем бандит вызывает Винчхёнь на поединок и ставит условие: если в течение трёх раундов боя она сможет вытащить воткнутое в стену копьё, то она, Поктхоу и Краса смогут беспрепятственно уйти, но если Винчхёнь не справится с задачей, то станет его женщиной. Винчхёнь удаётся пройти испытание с помощью смекалки, но не может победить соперника в бою и получает травму от «ватного живота» Летающего Шимпанзе. Когда через три дня бандит требует реванша, она обращается за помощью к своей монахине-наставнице Ын Муй, создавшей свой собственный стиль кунг-фу, но её учитель советует уйти и жить нормальной жизнью.
Поктхоу наконец узнаёт о притворстве Винчхёнь и сообщает, что не возражает против её образа жизни. Она соглашается выйти за него замуж и случайно приходит к выводу (когда Поктхоу невольно ударяет кулаком по москитной сетке, чтобы отогнать вредителей), что её «дюймовый удар» является ключом к победе над «ватным животом» Летающего Шимпанзе. Используя эти вновь обретённые знания, Винчхёнь возвращается, чтобы сразиться с Летающим Шимпанзе, и окончательно побеждает главаря бандитов в финальной схватке, заставляя его подчиниться и признать её превосходство. Когда проблема с бандитами исчезает, Винчхёнь выходит замуж за Поктхоу на свадьбе, которую празднуют все местные жители.

## В ролях
| Актёр        | Роль                                       |
| ------------ | ------------------------------------------ |
| Мишель Йео   | Им Винчхёнь                                |
| Янь Читань   | Лён Поктхоу                                |
| Чхёй Сиукён  | вожак горных разбойников Летающий Шимпанзе |
| Юнь Кхинтань | тётка Фон                                  |
| Лэй Чихун    | учёный Вон Хокчау                          |
| Кэтрин Хун   | Краса                                      |
| Чжэн Пэйпэй  | Ын Муй, учитель Винчхёнь                   |